# L'Orangerie Road
L'Orangerie Road es una localidad de Santa Lucía que forma parte del distrito de Micoud.